# Zeldenrust (Dokkum)
De windmolen Zeldenrust in Dokkum werd gebouwd in 1862. De molen is een achtkante stellingmolen. De functie is koren- en pelmolen. Eigenaar is de Stichting Monumentenbehoud Dongeradeel. De andere molen in Dokkum is De Hoop. Beide molens staan op de bolwerken. De molen Zeldenrust staat aan de westkant van de binnenstad, op het Baantjebolwerk, terwijl de Hoop aan de zuidkant staat, op het Zuiderbolwerk. Beide molens zijn rijksmonument en kunnen vanuit vrijwel de gehele binnenstad van Dokkum gezien worden.
In juni 2008 stelde de Rijksdienst voor Archeologie, Cultuurlandschap en Monumenten 160.515 euro beschikbaar voor een restauratie van Zeldenrust. De molen is daarop in 2011 gerestaureerd, waarna op 12 mei de kap terug op de molen is geplaatst. Deze restauratie kostte 303.000 euro.

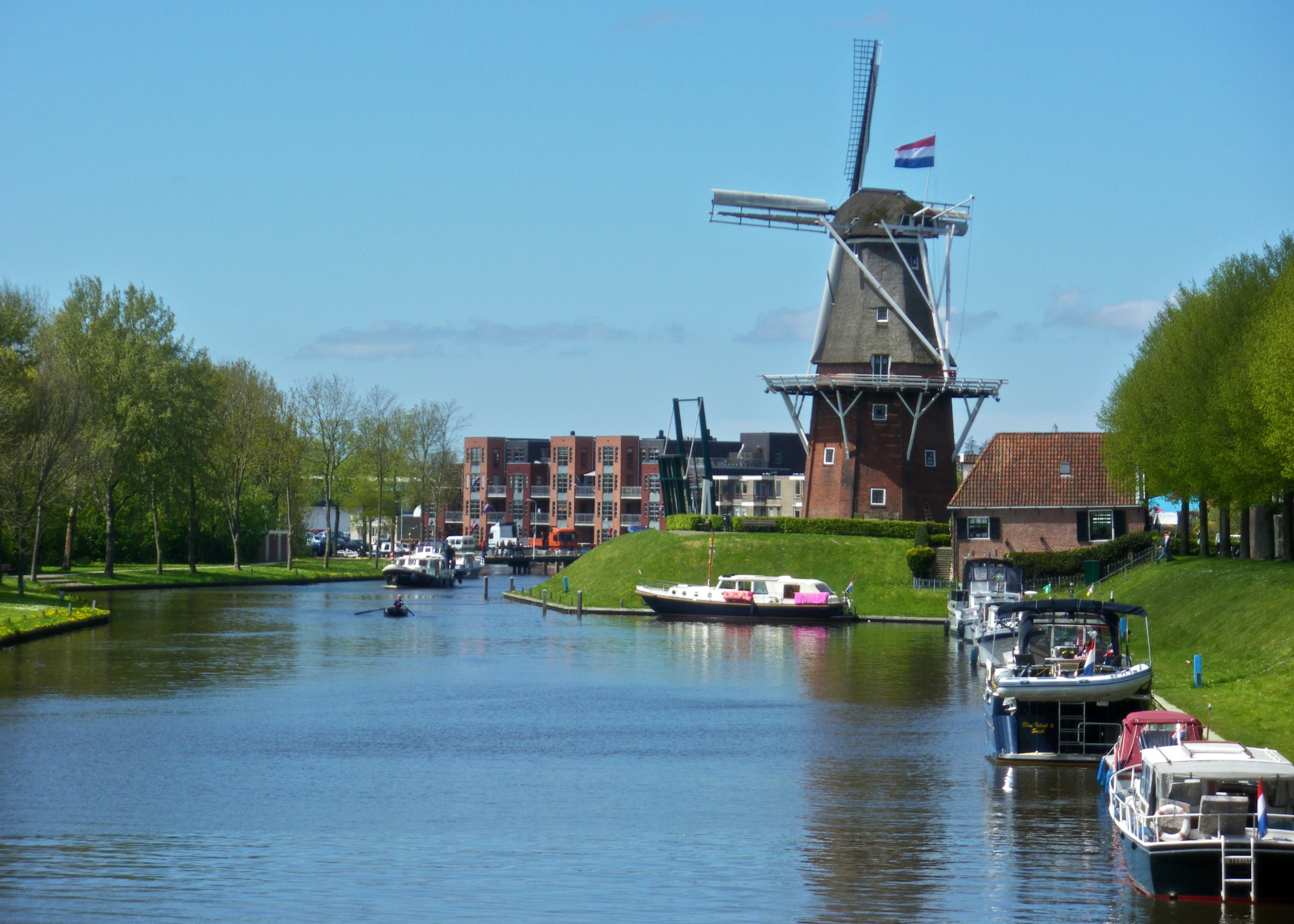
Vanaf de Baantjegracht
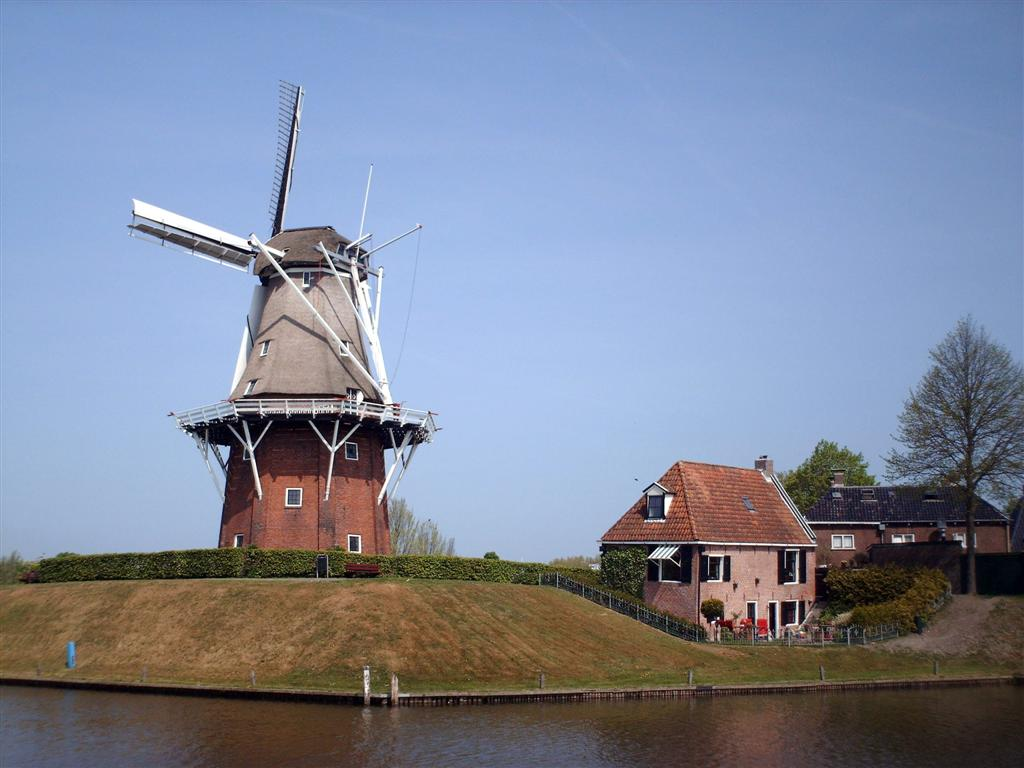
Vanaf de zuidelijke kade
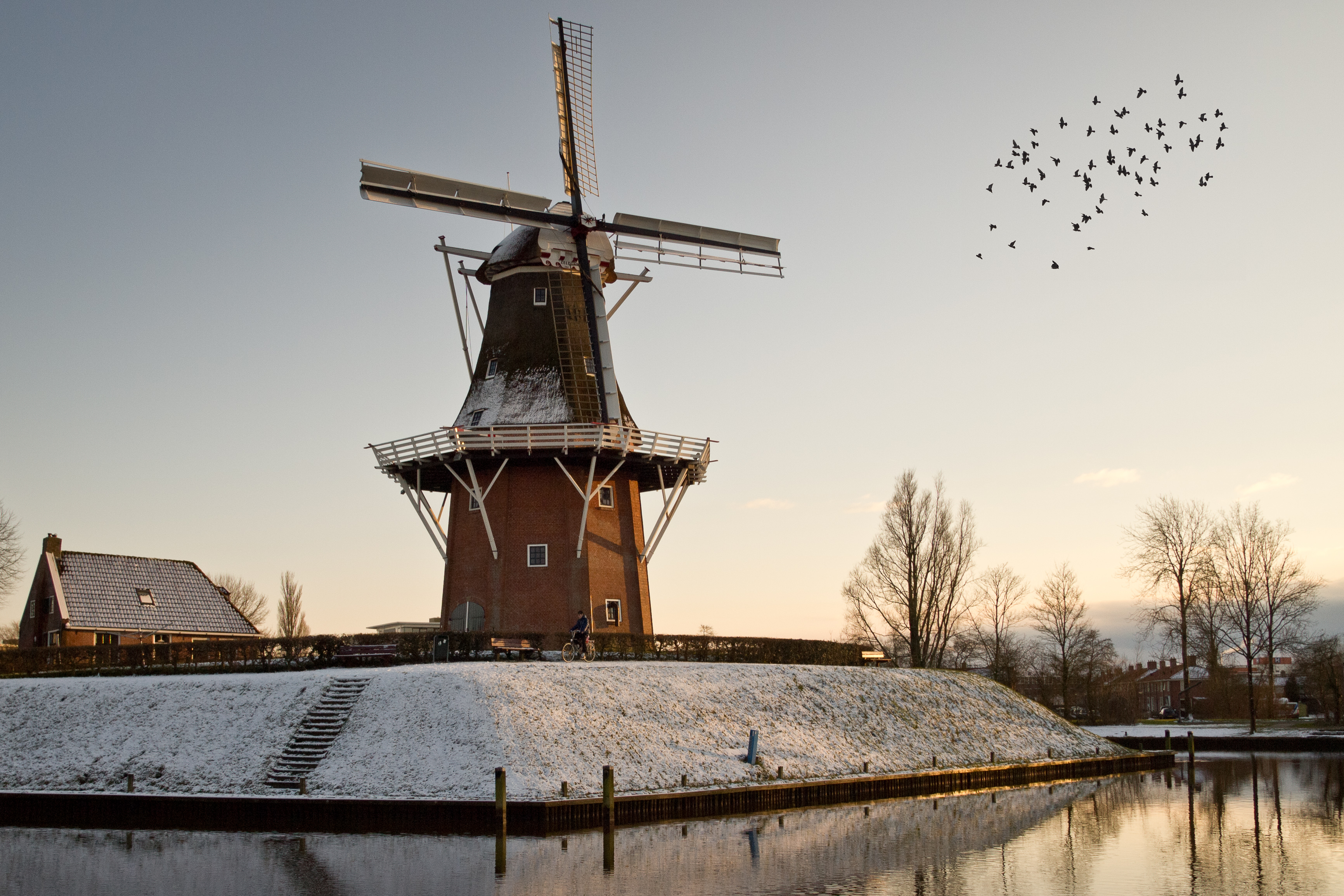
In de winter
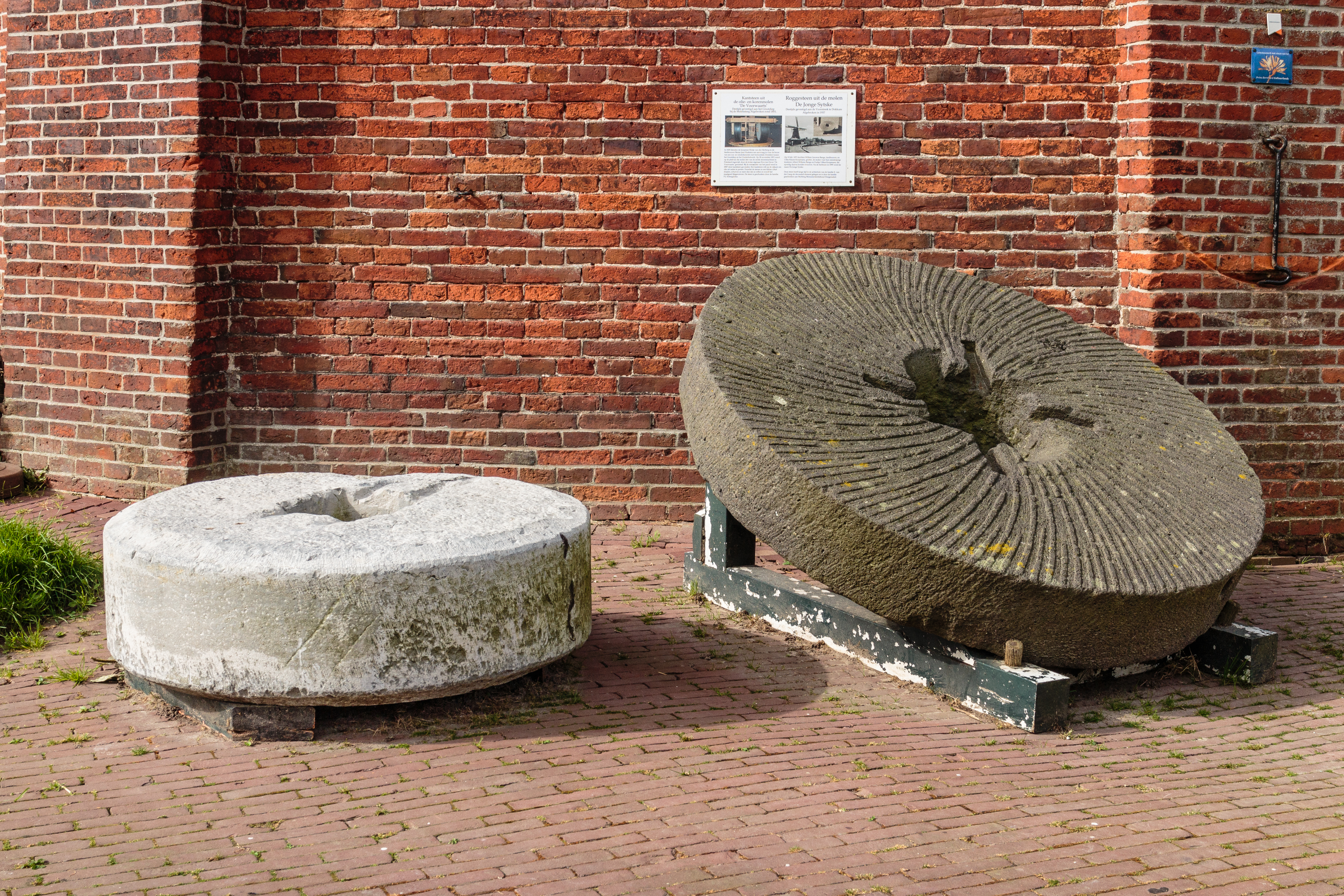
Molenstenen.
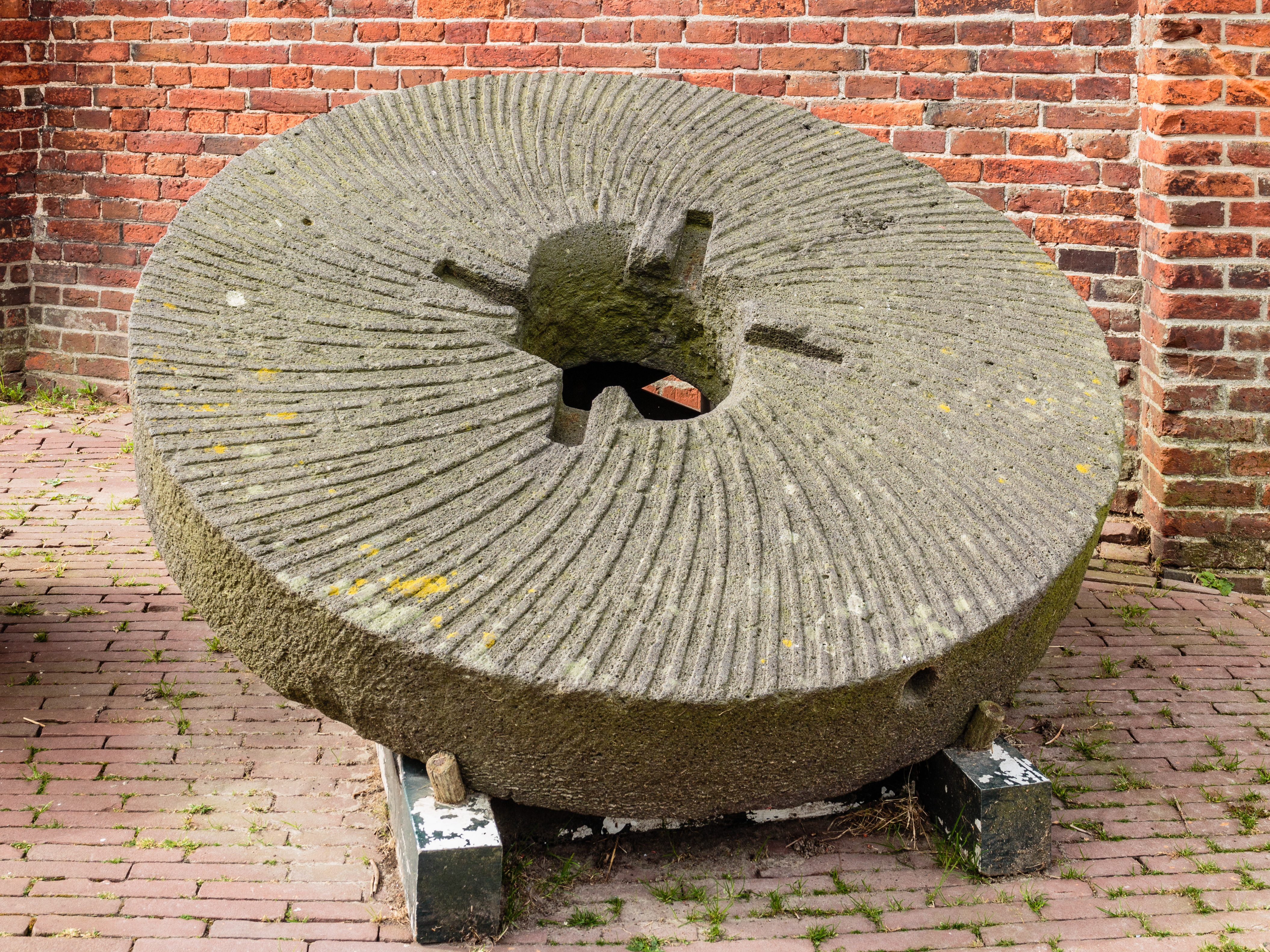
Roggesteen.